# Скуола Рурале (Каљари)
Скуола Рурале је насеље у Италији у округу Каљари, региону Сардинија.
Према процени из 2011. у насељу је живело 5 становника. Насеље се налази на надморској висини од 21 м.